# My Mom's New Boyfriend
My Mom's New Boyfriend (no Brasil, Mais do que Você Imagina e em Portugal, O Novo Namorado da Minha Mãe) é um filme germânico-americano de 2008, dirigido por George Gallo e protagonizado por Antonio Banderas, Meg Ryan, Colin Hanks e Selma Blair.

## Sinopse
A obesa Martha (Meg Ryan) sempre foi um grande peso na vida de seu filho Henry (Colin Hanks). Após três anos ausente em uma missão ultra-secreta do FBI no exterior, Henry volta para casa para apresentar sua noiva Emily (Selma Blair) a sua mãe e descobre que seus problemas só aumentaram.
Marty, ex-Martha, agora tem um corpão, um novo namorado, Tommy (Antonio Banderas), e uma vida amorosa selvagem. Tommy, por sua vez, tem um interesse especial em uma certa obra de arte além, é claro, em Marty.
Agora Henry e todo o FBI terão que espionar as bizarrices da vida amorosa dos pombinhos. Mas como ser um agente do FBI exemplar quando sua mãe esta na jogada?

## Elenco
- Antonio Banderas - Tommy Lucero / Tomas Martinez
- Meg Ryan - Martha "Marty" Durand
- Colin Hanks - Henry Durand
- Selma Blair - Emily Lott
- Trevor Morgan - Eddie
- Keith David - Chefe Conrad
- John Valdeterro - Agente Fedler
- Eli Danker - Jean-Yves Tatao
- Tom Adams - Niko Evangelatos
- Enrico Colantoni - Enrico
- Marco St. John - Inspetor Laborde
- Aki Avni - Agente Randle
- Mark Meade - Agente Especial Wagner